# Blanzy
Blanzy is een gemeente in het Franse departement Saône-et-Loire (regio Bourgogne-Franche-Comté). De plaats maakt deel uit van het arrondissement Autun. Blanzy telde op 1 januari 2022 5.983 inwoners.

## Geografie
De oppervlakte van Blanzy bedroeg op 1 januari 2022 39,95 vierkante kilometer; de bevolkingsdichtheid was toen 149,8 inwoners per km².

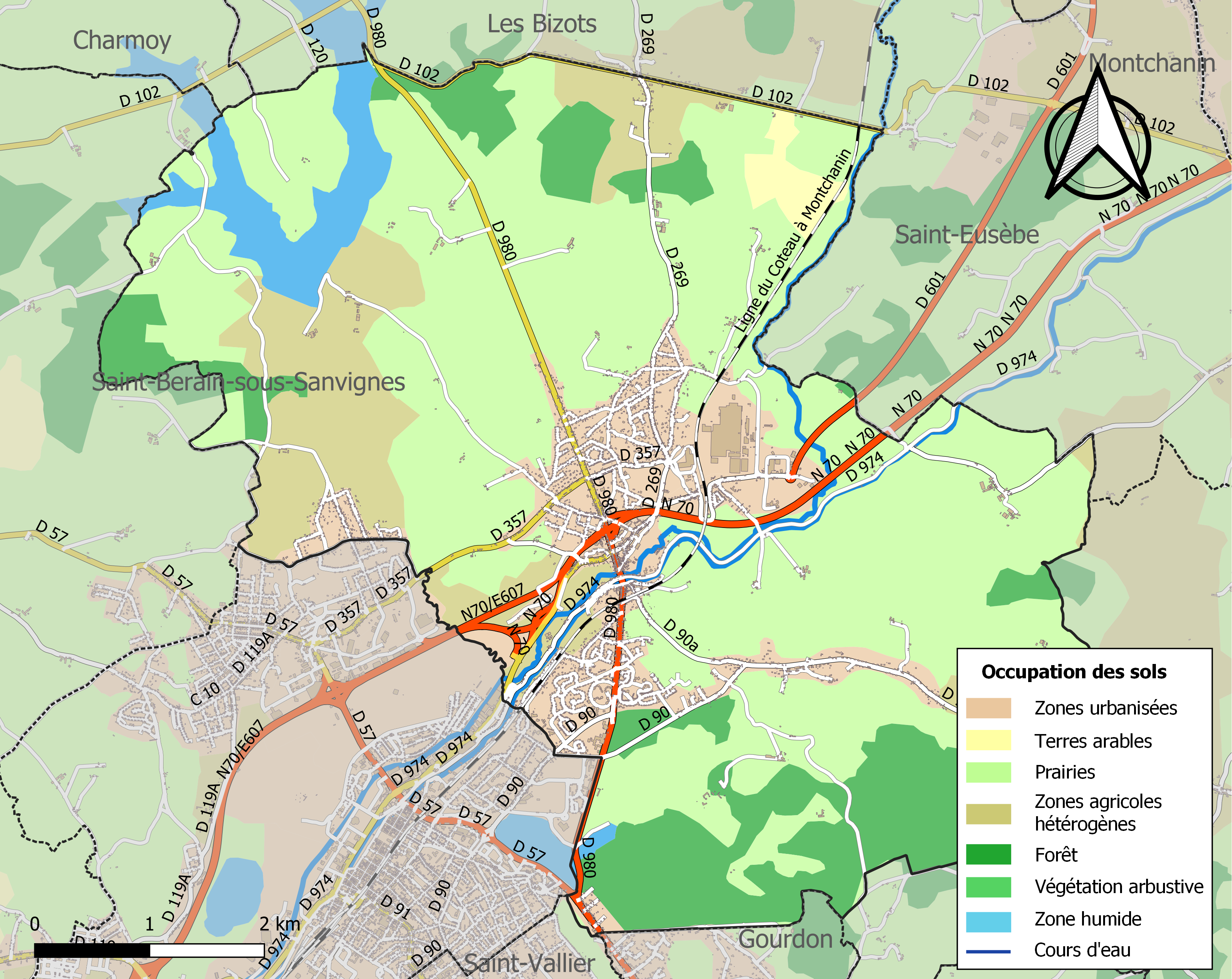
Kaart van de gemeente met de belangrijkste infrastructuur, bodemgebruik en omliggende gemeenten

## Demografie
Onderstaande figuur toont het verloop van het inwonertal (bron: INSEE-tellingen).